# Wie einer immer daneben tritt
Die Lithografie Wie einer immer daneben tritt ist eine Karikatur auf den preußischen König Friedrich Wilhelm IV., die 1842/1843 als Flugblatt verbreitet wurde. Das von dem Historienmaler und Karikaturisten Heinrich Wilhelm Storck stammende Spottbild kritisiert den Versuch des Monarchen, seine Herrschaft allein dadurch zu legitimieren, dass er sich in die dynastische Tradition Friedrichs des Großen stellte. Die Darstellung soll dazu geführt haben, dass Friedrich Wilhelm IV. in einer Kabinettsorder vom 3. Februar 1843 die Bilderfreiheit in Preußen wieder abschaffen ließ.

## Historischer Kontext
Das Preußen der späten 1830er und frühen 1840er Jahre war von enormen Widersprüchen geprägt: Zum einen entstanden die ersten Eisenbahnen; die Zahl der Fabriken nahm deutlich zu. Zum anderen bestanden gutsherrliche Rechte und ständische Traditionen fort. Die Stein-Hardenbergischen Reformen hatten den Umformungsprozess von der Feudal- zur Bürgergesellschaft unvollendet gelassen. Während die preußische Regierung weiterhin den Adel bevorzugte, pochte das immer selbstbewusster werdende Bürgertum auf politische Teilhabe im Staat.
Nach dem Tod des preußischen Königs Friedrich Wilhelm III. am 7. Juni 1840 richtete das Bürgertum alle Hoffnungen auf die Thronbesteigung Friedrich Wilhelms IV. Der neue Monarch wurde fast auf den Tag genau einhundert Jahre nach Friedrich dem Großen preußischer König. Wie sein Urgroßonkel stand auch er im Ruf eines musisch gebildeten Schöngeistes. Friedrich Wilhelm IV. selbst bewunderte seinen Vorfahren, da dieser Preußen nicht nur zu einer europäischen Großmacht geformt, sondern auch Kunst und Kultur großzügig gefördert hatte. Obwohl Friedrich Wilhelm IV. den Deismus und die aufklärerischen Ideen des „Philosophen auf dem Königsthron“ ablehnte, wollte er die Popularität seines Vorfahren nutzen, um über diese Abstammung seinen eigenen Herrschaftsanspruch zu rechtfertigen. So bezog er beispielsweise Schloss Sanssouci, das seit Friedrichs Tod nicht mehr bewohnt gewesen war, als Sommerresidenz.
Die Erwartungen, die das Bürgertum an den Nachfolger eines Friedrichs des Großen richtete, konnte Friedrich Wilhelm IV. jedoch nicht erfüllen. Kritische Intellektuelle sahen in Friedrich dem Großen vor allem einen liberalen Aufklärer, der den Staat durch Reformen erneuert hatte. Sie erwarteten deshalb, dass Friedrich Wilhelm IV. ihnen eine Verfassung nach britischem Vorbild schenken würde. Stattdessen hielt der König aus Sicht des Bürgertums an einer rückwärts gewandten Politik fest und enttäuschte bald in ihn gesetzte Erwartungen. Wenig später fielen Vergleiche Friedrich Wilhelms IV. mit Friedrich dem Großen zu seinen Ungunsten aus: Die Berliner spotteten über das Gespenst von Sanssouci. Man erzählte sich, dass ein kopfloser König Friedrich dort herumspuke.

## Beschreibung

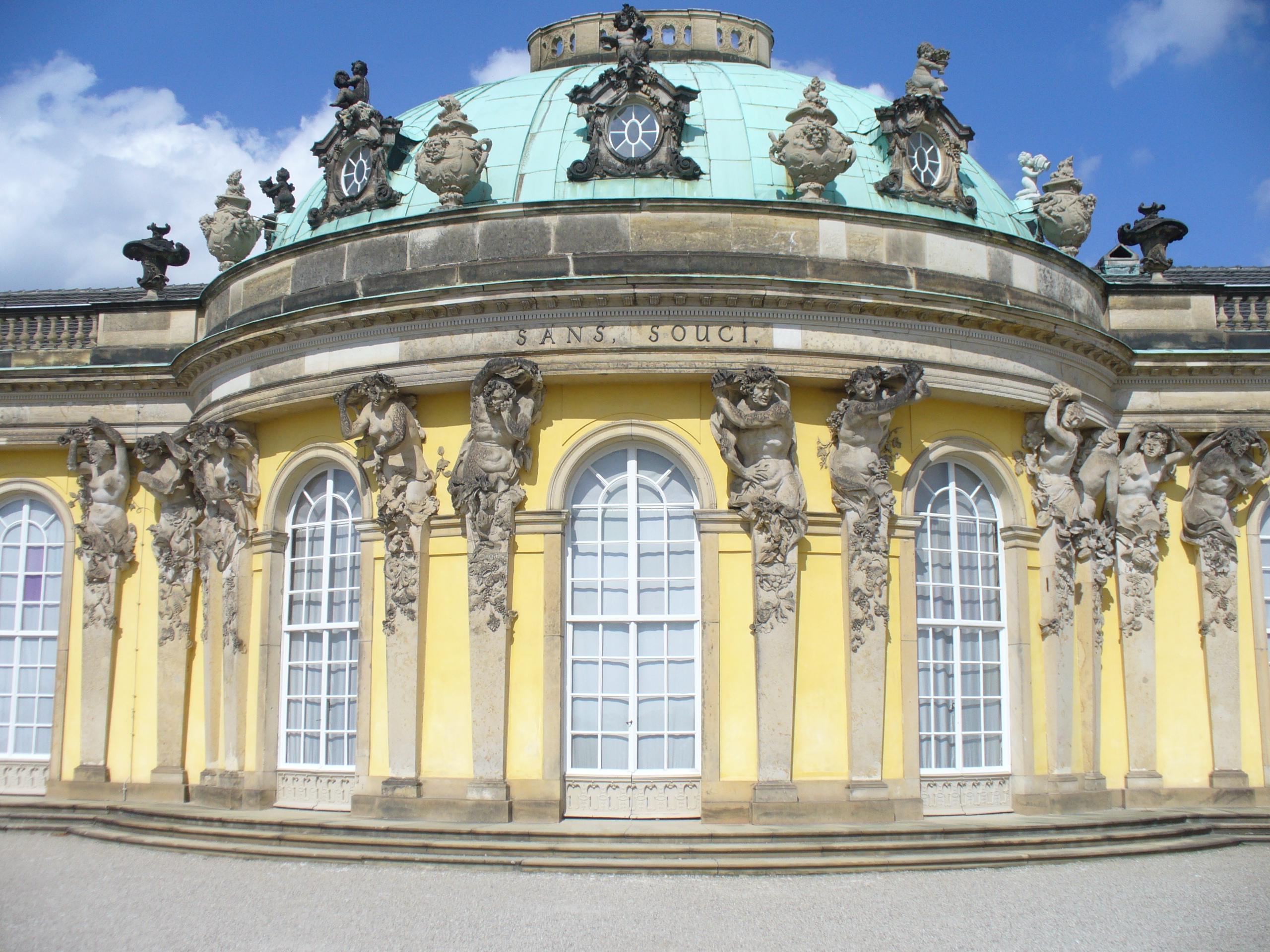
Terrasse vor Schloss Sanssouci – Schauplatz der Karikatur

Wie einer immer daneben tritt stellt Friedrich Wilhelm IV. als Gestiefelten Kater dar. Mit der linken Vorderpfote trägt er eine Champagnerflasche, mit der rechten ein überschäumendes Kelchglas. Friedrich Wilhelm IV. scheitert mit seinen übergroßen Stiefeln daran, in die Fußstapfen Friedrichs des Großen zu treten. Er kann Friedrich den Großen, der sich am linken Bildrand auf einem winterlichen Spaziergang befindet, nicht einholen. Friedrich kehrt seinem Nachfahren den Rücken zu. Der betrunken wankende Friedrich Wilhelm IV. kann nur aus der Ferne auf sein Vorbild anstoßen. Im Hintergrund ist die schneebedeckte Gartenseite von Schloss Sanssouci zu sehen.

## Deutung
Das Motiv des Gestiefelten Katers lässt sich auf das gleichnamige Märchen zurückführen, das der französische Schriftsteller Charles Perrault in seine Geschichtensammlung von 1696 aufnahm. 1797 wurde die Erzählung von Ludwig Tieck, dem späteren Vorleser Friedrich Wilhelms IV., überarbeitet. Wie in dem Märchen maßt sich auch Friedrich Wilhelm IV. an, jemand zu sein, der er nicht ist. Unterstützt wird diese Aussage durch den Ruf der Katze im 19. Jahrhundert als Sinnbild für Scheinheiligkeit und Falschheit. Die Kluft zwischen Herrschaftsanspruch und Realität wird somit drastisch hervorgehoben, aber von dem dargestellten Friedrich Wilhelm IV. aufgrund seiner Trunkenheit nicht wahrgenommen. So wie Louis Philippe I. in Karikaturen häufig als Birne dargestellt wurde, entwickelten sich Sekt- oder Champagnerflaschen zum persönlichen Attribut Friedrich Wilhelms IV. Sie konnten in Darstellungen sogar stellvertretend für seine Person stehen. 
Ursprünglich wurde damit auf die an Ideen überschäumenden Reden Friedrich Wilhelms IV. angespielt, die dem Monarchen den Spottnamen des „Redseligen“ oder „Champagnerfritze“ eintrugen. Die tapsige Haltung soll ihn im Kontrast zu Friedrich dem Großen als entscheidungsschwachen Herrscher zeichnen, der sich nicht zu Reformen durchringen könne.
Heinrich von Treitschke, ein Historiker und politischer Publizist des Deutschen Kaiserreiches, stand der Karikatur eher ablehnend gegenüber. Er sah in ihr einen Hinweis darauf, „wie tief sich die überall zischelnde Nachrede schon in die Volksmeinung eingefressen“ habe.

## Folgen
Die Bilderfreiheit in Preußen sollte nur acht Monate währen. Wie schon der französische König Louis-Philippe I. im Jahr 1835 das von ihm selbst gewährte Zugeständnis an die Presse wieder zurücknahm, so zeigte sich auch Friedrich Wilhelm IV. über das unerwartete Ausmaß der kritischen Darstellungen verschnupft. Am 3. Februar 1843, kurz nach dem öffentlichen Erscheinen der Karikatur Wie einer immer daneben tritt, verfasste er eine Kabinettsorder, in der es heißt: 

„Ich habe mit Unwillen wahrgenommen, bis zu welchem hohen Grade in der letzten Zeit der Unfug gestiegen ist, durch bildliche Darstellungen die Religion und den Staat herabzuwürdigen und zu verspotten, so wie die Sittlichkeit und persönliche Ehre zu verletzen. Um diesem Unfuge für die Folge vorzubeugen, bestimme Ich hierdurch, daß bildliche Darstellungen, durch welche die Sittlichkeit gröblich verletzt wird, überhaupt nicht, Karrikaturen, Zerr- oder Spottbilder jeder Art aber nicht anders vervielfältigt (…) werden dürfen, als wenn dazu vorher die Genehmigung der Polizeibehörde des Orts (…) eingeholt worden ist.“

Die ab 1843 von den Polizeibehörden genehmigten Karikaturen waren nur noch wenig aufsehenerregend. So zeigte eine am 27. August 1843 zugelassene Bildsatire der „Deutschen Opposition“ einen Raucher auf offener Straße, der sich dem öffentlichen Rauchverbot widersetzt. Eine vollständige Unterdrückung unliebsamer Abbildungen konnte die preußische Regierung jedoch nicht mehr durchsetzen. Im Revolutionsjahr 1848 erschien Wie einer immer daneben tritt in der Leipziger Wochenschrift Der Leuchtthurm – ein Indiz dafür, welche Popularität die Karikatur nach Jahren des Verbotes wieder erreichte. Nach dem Scheitern der Revolution verschwand die Darstellung Friedrich Wilhelms IV. als Gestiefelter Kater jedoch wieder aus dem kulturell-politischen Bewusstsein.